# Match de meilleur deuxième de la Ligue nationale de baseball 2016
Le match de meilleur deuxième de la Ligue nationale de baseball 2016 est un match éliminatoire de la Ligue majeure de baseball joué le mercredi 5 octobre 2016 au Citi Field de New York.
Vainqueurs 3-0, les Giants de San Francisco éliminent les Mets de New York et se qualifient pour les Séries de divisions de la Ligue nationale.

## Déroulement du match
Mercredi 5 octobre 2016 au Citi Field, New York, État de New York.
| Giants de San Francisco | 0 | 0 | 0 | 0 | 0 | 0 | 0 | 0 | 3 | 3 | 5 | 0 |
| Mets de New York | 0 | 0 | 0 | 0 | 0 | 0 | 0 | 0 | 0 | 0 | 4 | 0 |
| Lanceurs partants : SF : Madison Bumgarner NYM : Noah Syndergaard Vic. : Madison Bumgarner Déf. : Jeurys Familia HRs : SF : Conor Gillaspie |   |   |   |   |   |   |   |   |   |   |   |   |